# Batallas de Viminacium
Las batallas de Viminacium fueron una serie de tres batallas libradas entre los ávaros y el imperio bizantino. Las batallas fueron una victoria bizantina clave que permitió la subsecuente invasión de Panonia.
En el verano de 599, el emperador Mauricio envió a sus generales Prisco y Comenciolo al Danubio contra los ávaros. Los generales unieron sus fuerzas en Singidunum y avanzaron juntos río abajo hasta Viminacium. El khagan ávaro Bayan I, enterado de la decisión romana de abrir hostilidades, cruzó el Danubio en Viminacium e invadió Moesia Prima, mientras dejaba una gran fuerza a cargo de cuatro de sus hijos guardando el río para impedir un cruce bizantino. A pesar de la presencia del ejército ávaro el ejército bizantino cruzó en balsas y estableció un campamento en la ribera izquierda, mientras sus dos comandantes permanecían en la ciudad de Viminacium en una isla en el río. Aquí Comenciolo cayó enfermo o se autoinflingió una herida para no tener que participar en operaciones subsecuentes, dejando a Prisco con el mando de ambos ejércitos.
Poco dispuesto inicialmente a dejar la ciudad sin Comenciolo, Prisco fue pronto forzado a aparecer en el campamento, cuando los ávaros lo amenazaron en ausencia de los generales. Una batalla costó a los bizantinos trescientos hombres mientras que los ávaros perdió cuatro mil. Este enfrentamiento fue seguido por dos otras batallas durante los siguientes diez días, con resultados igualmente favorables a los bizantinos. En la primera cayeron nueve mil ávaros y aliados suyos eslavos  mientras que la segunda les costó otros quince mil, incluidos los cuatro hijos del khagan, incluyendo numerosas bajas ahogadas en un lago contra el que fueron acorralados por las fuerzas romanas.
Prisco posteriormente persiguió al khagan huido e invadió las tierras ávaras en Panonia, donde ganó otra serie de batallas en las orillas del río Tisza y decidió la guerra en favor de los romanos. La campaña supuso el final, por un tiempo, de las incursiones eslavas y ávaras a través del Danubio.